# Babette von Bülow

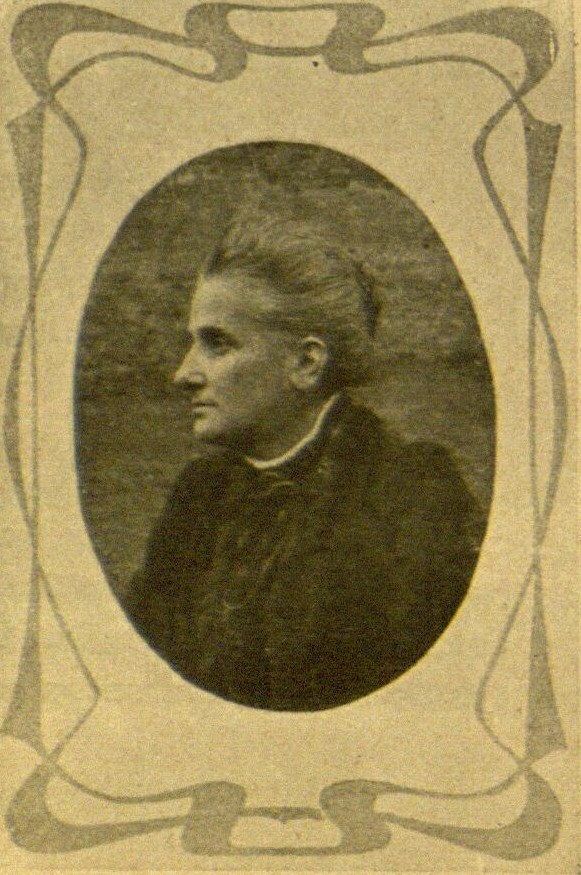
Babette von Bülow um 1900

Clara Bertha Friederike „Babette“ von Bülow, geb. Eberty, Pseud. Hans Arnold (* 30. September 1850 in Warmbrunn, Niederschlesien; † 8. März 1927 in Arendsee, heute Ortsteil von Kühlungsborn, Mecklenburg-Vorpommern) war eine deutsche Autorin von Novellen, Lustspielen und Schwänken.

## Leben
Sie wurde als Tochter des Juristen, Schriftstellers und Amateurastronomen Felix Eberty (1812–1884), Professor an der Universität Breslau, und der Marie Hasse in Schlesien geboren. Sie wuchs in Breslau auf und erhielt dort und in einem französischen Internat ihre Ausbildung. Am 10. Juni 1876 heiratete sie in Breslau den späteren königlich preußischen Oberstleutnant Adolf von Bülow (* 29. April 1851 auf Gut Dietrichshagen bei Warnemünde; † 25. Juni 1932 in Breitbrunn, heute Ortsteil von Herrsching am Ammersee), den Sohn des Gutsbesitzers Herrmann von Bülow (1820–1870), Gutsherr auf Dietrichshagen, und der Marie Erdmann (1830–1893).
Durch den Militärdienst ihres Mannes lebte sie in unterschiedlichen Garnisonen, u. a. 1891 in Engers am Rhein, 1893 in Hannover, 1896 in Erfurt, 1900 in Frankfurt (Oder), 1902 in Potsdam und ab 1905 erneut in Erfurt. Sie war persönlich bekannt mit Theodor Fontane.
Ihr Sohn Joachim von Bülow (1877–1949) war Maler und Schriftsteller.

## Werke
- Novellen. (Enth. Die Hausgenossen, Und doch!, Der tolle Junker, Finderlohn, Glück muß man haben) Paetel, Berlin 1881. (Digitalisat.)
- Neue Novellen. (Enth. Die kranke Familie, Angenehme Gäste, Schach der Königin, Eine Landpartie, Papas Zahnschmerzen.) Bonz, Stuttgart 1884. (Digitalisat)
- Geburtstagsfreuden. Schwank. Bloch, Berlin 1884.
- Fünf neue Novellen. (Enth. Ein Regentag auf dem Lande, Der Papagei, Im Mondlicht, Der nette Student, Die junge Frau Doktorin.) Bonz, Stuttgart 1885.
- Berlin-Ostende mit zehntägigem Retourbillet und andere Humoresken. Verlag Berlin-Wien, Berlin 1886.
- Ein neues Novellenbuch. Bonz, Stuttgart 1886.
- Der Umzug und andere Novellen. Bonz, Stuttgart 1889.
- Theorie und Praxis. Lustspiel in drei Aufzügen. Keil, Leipzig 1890.
- Lustige Geschichten. Bonz, Stuttgart 1890.
- Zwei Friedfertige. Schwank in einem Akt. Bloch, Berlin 1891.
- Einst im Mai! und andere Novellen. Bonz, Stuttgart 1892.
- Dornen um die Rose. Siegismund, Berlin 1893.
- Sonnenstäubchen. Neue Novellen. (Enth. Richards Uhr, Onkel Karls Verlobung, Viel Lärm um nichts, Der Waschtag, Alcibiades, Ein ruhiger Migränetag, Ein Leutnantsstreich.) Bonz, Stuttgart 1894.
- Aus alten und neuen Tagen. (Enth. Die Affenfrau, Der Fähnrich als Erzieher, Die Kramsehken, Das Meri und das Sofi, Preetzens und ihre Tiere, Karl Thiessens Brautfahrt, Unsere Flora, Menne im Seebad.) Bonz, Stuttgart 1896.
- Maskiert und andere Novellen. Bonz, Stuttgart 1898.
- Christel und andere Novellen. Bonz, Stuttgart 1899.
- Zwei Affen und andere Novellen. Bonz, Stuttgart 1902.
- Perücke? Neue Novellen. (Enth. Perücke?, Eingeschneit, Unser Don Juan, Aschenbrödel.)  Bonz, Stuttgart 1904.
- Herbstsonne. Neue Novellen. Stuttgart, Bonz 1907.
- Vom „Drachenfels“ des Lebens. Beobachtungen und Betrachtungen. Pierson, Dresden 1907.
- Ausgewählte Novellen. Bonz, Stuttgart 1907.
- Aus der Kinderzeit. Erinnerungen. Bonz, Stuttgart 1909 (Digitalisat).